# Terme Gellért
Terme Gellért, znane tudi kot termalno kopališče Gellért (madžarsko Gellért gyógyfürdő), so kopališki kompleks v Budimpešti na Madžarskem. So del znamenitega hotela Gellért v Budimu.

## Zgodovina
Kopalni kompleks je bil zgrajen med letoma 1912 in 1918 v Art nouveau slogu. Med drugo svetovno vojno je bil poškodovan in nato obnovljena. Omembe o zdravilnih vodah na tem mestu najdemo že v 13. stoletju. V srednjem veku je bila na tem mestu bolnišnica. V času vladavine Osmanskega cesarstva so na tem mestu zgradili tudi kopališča. »Čarobni zdravilni vrelec« so uporabljali Turki v 16. in 17. stoletju. Kopel so imenovali Sárosfürdő ('blatna' kopel), ker se je mineralno blato usedalo na dno bazenov.

## Rekonstruktivna dela
Kopališče Gellért je prvo obsežnejšo prenovo doživelo leta 2008. V svojem skoraj stoletnem obstoju so kopališče zaprli le enkrat zaradi počene cevi. Gellért je bil odprt tudi med drugo svetovno vojno. Proti koncu vojne so bombardirali prestižno secesijsko žensko termalno kopališče, ki je uničilo Zsolnayjevo pirogranitno fasado in leseno notranjost garderob. Zaradi gospodarskih razmer po vojni so terme preuredili na veliko bolj puritanski način. Obnova leta 2008 je kopališču povrnila prvotni sijaj.

## Bazeni in tretmaji
Kompleks kopališč Gellért vključuje termalne kopeli, ki so majhni bazeni z vodo iz mineralnih vrelcev hriba Gellért. Voda vsebuje kalcij, magnezij, hidrokarbonat, alkalije, klorid, sulfat in fluor. Medicinska indikacija vode vključuje degenerativne bolezni sklepov, težave s hrbtenico, kronična in subakutna vnetja sklepov, težave z vretenčnim diskom, nevralgije, vazokonstrikcijo in motnje krvnega obtoka; težave z vdihavanjem za zdravljenje astme in težav s kroničnim bronhitisom. Temperatura vode je med 35 in 40 °C. Terme so lepo okrašene z mozaičnimi ploščicami.
Terme Gellért so znane po glavni dvorani z galerijo in stekleno streho, zgrajeni v secesijskem slogu.
Sedanji kopališki kompleks in hotel je bil odprt leta 1918, leta 1927 pa so ga razširili z zunanjim bazenom z umetnimi valovi in leta 1934 s termalnim kopališčem pod stekleno kupolo v nekdanjem zimskem vrtu hotela.
Kompleks vključuje tudi savne in bazene (ločene po spolu), zunanji bazen, ki lahko ustvari umetne valove vsakih 30 minut, in šumeči bazen. V sklopu kompleksa je tudi finska savna s hladnim bazenom. Na voljo so storitve maserjev.
Kopališče Gellért je bilo prvotno ločeno za ženske in moške. Od januarja 2013 so vsi bazeni mešani po spolu, čeprav ima še vedno dva različna dela.
Kopališče Gellért ponuja tudi vrsto zdravstvenih storitev. Brisače in kopalke lahko kupite (izposoja zaradi ukrepov proti pandemiji COVID-19 ni več dovoljena). Ob praznikih in vikendih je vstopnina višja kot ob delavnikih.
V zaprtih prostorih so štirje medicinski bazeni, vsi globoki 1,2 m in veliki 70 m² (s temperaturo med 35 in 40 stopinjami Celzija), dva bazena za potapljanje, dva podvodna vlečna bazena, 246 m² velik bazen (27 stopinj Celzija) in topel bazen za sedenje. Zunaj je 500 m² velik bazen z valovi, topli bazen za sedenje in bazen za potapljanje.
- Vhodna dvorana kompleksa kopališča Gellért
- Vhodna dvorana kompleksa kopališča Gellért
- Vhodna dvorana kompleksa kopališča Gellért
- Vhodna dvorana kompleksa kopališča Gellért
- Terme Gellért

## Lokacija snemanja
Kopališče Gellért je bilo uporabljeno kot snemalna lokacija za naslednje projekte:
- Akumulator 1 (1994) v režiji Jana Sveráka
- Royce (1994) v režiji Roda Holcomba feat. Jim Belushi
- Cremaster 5 (1997) del The Cremaster Cycle režiserja Matthewa Barneyja
- Víz (Pools of Desire) (1999) režiser Layne Derrick
- K-12 (2019) v režiji Melanie Martinez